# Левин, Игорь Маркусович
Игорь Маркусович Левин (род. 4 ноября 1950 года) — композитор, заслуженный деятель искусств Российской Федерации. Автор 6 оперетт и мюзиклов. За период творческой деятельности создал свыше 400 сочинений, часть которых была записана на Всесоюзном радио и телевидении. Лауреат премии «Человек года — 2010». Его песни исполняли Муслим Магомаев, Галина Беседина, Леонид Серебренников.

## Биография
Игорь Левин родился 4 ноября 1950 года. Рос в творческой семье: его отец работал директором цирка, а мама очень хорошо играла на рояле.
Когда он был студентом РГМПИ, режиссер Владлен Левшин услышал его музыку и предложил Игорю Левину написать музыку для циркового номера воздушных гимнастов Касьяновых. Артисты поставили номер «Верность» на музыку Игоря Левина в Париже и стали лауреатами международного конкурса.
Учился в классе Л. П. Клиничева. За время учебы в консерватории написал Концерт для кларнета с оркестром, Фортепианное трио, Концерт-поэму для симфонического оркестра, Вокальный цикл «Человек» (на стихи М. Межелайтиса). Стал выпускником композиторского факультета РГМПИ в 1975 году.
Однажды на концерте в Ростове-на-Дону, Микаэл Таривердиев услышал песню «Зелёные цветы», написанную Игорем Левиным, и пригласил композитора приехать в Москву, что бы показать свои произведения на худсовете. Игорь Левин приехал в Москву, выступил с оркестром Гостелерадио и после этого, его музыка стала звучать на Всесоюзном радио и телевидении. Галина Беседина исполнила его песню «Зелёные цветы» на «Голубом огоньке» в честь Дня космонавтики. Сотрудничал с Леонидом Серебренниковым и Муслимом Магомаевым. Муслим Магомаев исполнял песню Игоря Левина «Что ж, если вы грустите о другом…».
Игорь Левин становился лауреатом Всесоюзного телевизионного конкурсов «Песня-84», «Песня-86» и лауреатом премии Ленинского комсомола Дона.
За период своей творческой деятельности Игорь Левин стал автором свыше 400 сочинений, из которых 60 записал на Всесоюзном и Всероссийском радио и телевидении.
Начиная с 2000 года несколько раз становился лауреатом премии «Человек года» — его награждали в 2000, 2005,2010,2017 году в номинации «Композитор года».
Автор произведения «Поэма о любви», которая есть в репертуаре французского оркестра Поля Мориа.
В 2004 году ему присвоено звание «Заслуженного деятеля искусств России». Становился лауреатом премии СК России им. Д. Д. Шостаковича, лауреатом премии СК России им. В. П. Соловьева-Седова в 2012 году. Его награждали дипломом за «Лучшую музыку для российского цирка».
Лауреат премии «Человек года — 2010».
Композитор Игорь Маркусович Левин — среди победителей конкурса по выбору гимна города Ростова-на-Дону.
Его спектакли — «Приглашение в замок» и «Волшебная сила» — поставили в Новошахтинском драматическом театре.
Руководитель оркестра Ростовского государственного цирка.
В 2014 году награждён медалью «За доблестный труд на благо Донского края».

## Сочинения
- «Да, Африка!» (1978);
- «Поэма огня» (1979);
- «Любовь и ненависть» (1984);
- «Айболит — 86». Детский мюзикл (либретто Р. Быкова, стихи В. Корастылёва);
- «Нон-стоп, Голливуд!». Рок-Мюзикл в двух действиях (либретто О.Левицкого) (1991);
- «Принцесса и свинопас», мюзикл по сказке Х. К. Андерсена (либретто А. Экзиката, стихи К. Эмма) (1989);
- «Шарман-Канкан», гранд-мюзикл (Э. Берроуз, Г. Фере) (1991);
- Рок-Мюзикл в двух действиях Нон- стоп, Голливуд! (1991);
- Музыка к цирковому аттракциону В. Запашного «Среди хищников»(1991);
- «Таити Бал», концерт для симфонического оркестра (1992);
- «Бенефис на Монмартре», мюзикл (Г. Фере, В. Покровский)(1993);
- Поэма в стиле симфо-рок для оркестра «Познание» и «Русский Чикаго» (1995);
- Оперетта в 2-х действиях «Красавиц-мужчина». (либретто В. Пучеглазова)(1996);
- Музыкальное шоу «Зажгите свечи, господа», «Лирическая поэма» (1997);
- «Мой Чаплин» (ретро-фантазия для симфонического оркестра), «Монолог» (откровение для оркестра)(1998);
- Мюзикл «Русский фантом»(2004);
- Мюзикл в 2-х действиях (2008);
- Новогодний мюзикл «Приключения в тридевятом царстве» (2011);
- Мюзикл для детей «Царевна-лягушка» (2012);
- Музыкальный блокбастер для детей «Тараканище» (ст. К. Чуковского) (2012):
- «Боль земли» (2014);
- «Коррида» (2015);
- Мюзикл «Невероятные приключения Кота в Сапогах» (2016);
- Мюзикл «Шерлок Холмс и пляшущие человечки» (2017)[1].